# Pasjtoe

Het woord Pasjtoe, geschreven in het Pasjtoe

Pasjtoe (ook wel: Pakhto, Pashto, Pashtu of Afghaans) is een Indo-Europese taal die in Afghanistan en Pakistan gesproken wordt. Het is een van de twee officiële talen in Afghanistan, waar het, afhankelijk van de bron, door 50% van de bevolking gesproken wordt.
Het is de grootste taal van Afghanistan. Schattingen van het aantal sprekers lopen uiteen: circa 14 miljoen volgens de taalkundige Andrew Dalby, 17 miljoen volgens het UCLA Language Materials Project, 25-30 miljoen volgens Omniglot en 49,53 miljoen volgens Ethnologue.
Literatuur in het Pasjtoe is sinds de zestiende eeuw in manuscriptvorm opgetekend. Het Pasjtoe werd pas in de loop van de twintigste eeuw een taal van onderwijs en pers. In 1933 verving het de Dari-variant van het Perzisch als taal van de overheid. Zowel het Dari als het Pasjtoe zijn officiële talen in Afghanistan. Het Pasjtoe gebruikt de Perzische variant van het Arabisch schrift, met een aantal toegevoegde symbolen. Het Pasjtoe leende veel van het Perzisch, het Urdu en het Punjabi.

## Dialecten
Sprekers van het Pasjtoe zijn ongeveer gelijk verdeeld over Afghanistan en Pakistan.
Andrew Dalby onderscheidt drie dialectgroepen:
- de zuidwestelijke groep (met onder andere Kandahar)
- de zuidoostelijke (met Beloetsjistan)
- de noordoostelijke (met onder andere Pesjawar)

De dialecten van Kandahar en Pesjawar vormen de basis van de twee standaardvormen van geschreven Pasjtoe.
Ethnologue en Glottolog onderscheiden ook drie dialectgroepen:
- de centrale dialectgroep in Pakistan met iets meer dan 7,9 miljoen sprekers[10]
- de zuidelijke dialectgroep met 1,36 miljoen sprekers in Pakistan en 2,68 miljoen sprekers in totaal (Beloetsjistan en Quetta in Pakistan, Afghanistan, Iran, Tadzjikistan, de Verenigde Arabische Emiraten)[11]
- de noordelijke dialectgroep met 9,59 miljoen sprekers in Pakistan en 9,72 miljoen sprekers in totaal (onder andere in Afghanistan, Indië en de Verenigde Arabische Emiraten)[8]